# Karl Springer (Widerstandskämpfer)
Karl Springer (* 30. März 1895 in Rauschken, Kreis Osterode in Ostpreußen; † 18. Oktober 1936 in Bochum) war ein deutscher Bergmann, Gewerkschafter, Journalist und Widerstandskämpfer.

## Leben

### Weimarer Republik
Karl Springer zog 1920/1921 mit seiner Frau Emilie ins Ruhrgebiet, wo er zunächst auf der Zeche Prinz Regent in Weitmar arbeitete. Die Familie wohnte mit ihren drei Kindern in der Wiemelhauser Straße 17 (heute Markstr. 406) in einem Haus des Konsumvereins Wohlfahrt, dessen Mitglied er wurde.
Springer wurde auch Mitglied des Bergarbeiterverbandes, organisierte sich in der KPD und wurde schon bald Leiter der KPD-Gruppe in Weitmar. Von 1925 an arbeitete er als Redakteur für die kommunistische Tageszeitung Ruhr-Echo, zunächst in Bochum, später dann in Essen. Zu den Kommunalwahlen am 13. Juni 1926, Weitmar war gerade durch Bochum eingemeindet worden, wurde Springer als Stadtverordneter in den Rat der Stadt Bochum gewählt und 1929 durch Wiederwahl bestätigt.
Auseinandersetzungen um die Gewerkschaftspolitik führten 1929 zu Springers Ausschluss aus dem Bergarbeiterverband durch den Hauptvorstand unter Fritz Husemann. Springer hatte sich auf einer Belegschaftsversammlung für die Aufstellung oppositioneller Kandidaten eingesetzt und eine konsequente Politik gegen Lohnabbau gefordert. Trotz dieser Erfahrung setzte sich Springer für den gemeinsamen Kampf von Sozialdemokraten und Kommunisten gegen das Anwachsen der faschistischen Gefahr und gegen Hitler ein und trat als Redner auf zahlreichen Kundgebungen auf.

### Nationalsozialismus
Im März 1933 wurden in Bochum über hundert aktive KPD- und SPD-Mitglieder von SA-Truppen in die SA-Kasernen und ihre Folterkeller verschleppt. Unter ihnen befand sich auch Karl Springer. Er wurde zusammengeschlagen, durch die Straßen geschleppt und am Ende schwerverletzt an einem belebten Platz in Bochum hilflos liegen gelassen, um bei der Bevölkerung den Widerstandswillen zu lähmen. Von Juni bis Dezember 1933 sperrte man Springer ins KZ Esterwegen.
Nach seiner Freilassung trafen sich Karl Springer und einige weitere Kommunisten 1935 unter konspirativen Bedingungen, um Verfolgte und ihre Angehörige solidarisch zu unterstützen, z. B. durch Geldsammlungen. Ziel war es dabei anfangs, Verfolgten aus den Betrieben des Konsumvereins Wohlfahrt Hilfe zu leisten. Doch ihr Engagement weitete sich schnell aus. Die Herstellung antifaschistischer Flugblätter, Betreuung von Familien inhaftierter Genossen, an Mauerwände gepinselte Losungen gegen Hitler waren einige ihrer Aktivitäten. Auch aus Holland über Binnenschiffer ins Land geschmuggelte Broschüren und Flugblätter wurden in Bochum verteilt. Einige der von der Springer-Gruppe vertriebenen Broschüren waren als harmlose Schriften über Gartenbau oder Kakteenzucht getarnt, enthielten aber Texte über den antifaschistischen Kampf.
Im Herbst 1936 gelang es der Gestapo, die Bochumer Widerstandsgruppe zu zerschlagen. In der „Hochverratssache gegen Springer und andere“ wurden insgesamt 48 Männer und 2 Frauen aus Bochum, Wattenscheid und Essen verhaftet. Bei den Verhören im Bochumer Polizeipräsidium wurde Springer durch die Gestapo so schwer gefoltert und misshandelt, dass er am 18. Oktober 1936 im Bochumer Polizeigefängnis an den Folgen seiner erlittenen Verletzungen verstarb. Trotz der Überwachung durch die Gestapo nahmen an der Beerdigung in Weitmar eine große Anzahl Genossen teil.

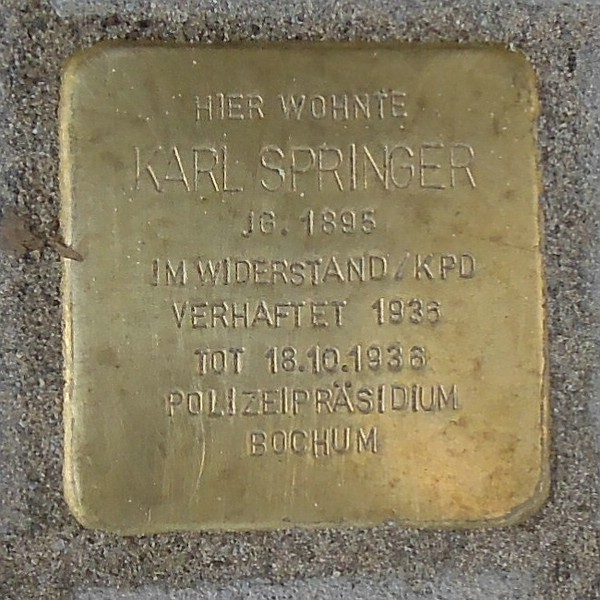
Stolperstein für Karl Springer in Bochum

## Gedenken
In Gedenken an Karl Springer beschloss 1947 der Rat der Stadt Bochum, den früheren Moltke-Platz in Bochum in Springerplatz umzubenennen. Auf Anregung des Bochumer VVN-Vorsitzenden Klaus Kunold wurde am 17. September 2013 ein Stolperstein vor dem Haus Markstr. 406, in dem Karl Springer in Bochum lebte, verlegt.